# Wartkowice (Poddębice)
Pour les articles homonymes, voir Wartkowice.
Wartkowice (prononciation [vartkɔˈvit͡sɛ]) est un village de la gmina de Wartkowice, du powiat de Poddębice, dans la voïvodie de Łódź, situé dans le centre de la Pologne.
Le village est le siège administratif (chef-lieu) de la gmina appelée gmina de Wartkowice.
Il se situe à environ 10 kilomètres (km) au nord de Poddębice (siège du powiat) et 39 kilomètres au nord-ouest de Łódź (capitale de la voïvodie).
Sa population s'élève approximativement à 690 habitants.

## Administration
De 1975 à 1998, le village était attaché administrativement à l'ancienne voïvodie de Sieradz.

Depuis 1999, il fait partie de la nouvelle voïvodie de Łódź.